# Cairbre Nia Fer
Cairbre Nia Fer (también Corpri, Coirpre, Cairpre; Nioth Fer, Niafer, Niaper), hijo de Rus Ruad, fue, según la leyenda irlandesa medieval y tradición histórica, Rey de Tara de los Laigin.
La referencia más temprana a Cairbre es en la obra de Tírechán sobre San Patrick, un texto en latín del siglo VII encontrado en el Libro de Armagh. Patricio encuentra una tumba enorme y levanta a su gigantesco ocupante de entre los muertos. El gigante dice que fue asesinado por los hijos de Mac Con durante el reinado de Cairbre Nia Fer, cien años antes – en el siglo IV. Otra referencia temprana aparece en las anotaciones al Amra Choluim Chille (elogio de Colm Cille) por Dallán Forgaill. Aquí, se dice que la madre del santo, Eithne es descendiente de Cairbre, y Cairbre un descendiente de Cathair Mór.
El Lebor Gabála Érenn le sitúa durante el reinado de Eterscél, que sincroniza su reinado con el del emperador Romano Augusto (27 BC - AD 14) y el nacimiento de Cristo, y le hace un contemporáneo de los reyes provinciales Conchobar mac Nessa del Ulaid, Cú Roí de Munster y Ailill mac Máta de Connacht. Mac Con de los Dáirine, colocado una generación antes de Cairbre por Tírechán, está datado muchas generaciones después, a finales del siglo II, en el Lebor Gabála, mientras Cathair Mór, su antepasado en el Amra Choluim Chille, es datado muchas generaciones más tarde.
Junto a Conchobar, Cú Roí y Ailill, Cairbre aparece como rey de Tara en las historias del Ciclo del Úlster, donde es el hermano de Ailill mac Máta, esposo de Medb de Connacht. Su mujer es Fedelm Noíchrothach, hija de Conchobar, y tienen un hijo, Erc, y una hija, Achall. En Cath Ruis na Ríg ("La Batalla de Rosnaree"), él y su hermano Find mac Rossa, rey de los Gailióin de Leinster, luchan una batalla contra Conchobar y los Ulaid. El héroe de Ulaid, Cúchulainn le mata con una lanza desde la distancia, y le decapita antes de que su cuerpo toque el suelo. Después de que los Ulaid ganen la batalla, el hijo de Cairbre, Erc jura lealtad a Conchobar, se casa con la hija de Cúchulainn, Finnscoth, y se convierte en rey de Tara en el sitio de su padre.
Erc forma parte posteriormente de una conspiración para matar a Cúchulainn. Tras vengar a Cúchulainn, Conall Cernach lleva la cabeza de Erc a Tara, donde Achall muere de dolor por su hermano.